# Галатов, Александр Миронович
Александр Миронович Галатов (1923—1944) — участник Великой Отечественной войны, наводчик противотанкового ружья 957-го стрелкового полка (309-я стрелковая дивизия, 40-я армия, Воронежский фронт), красноармеец, Герой Советского Союза (1943).

## Биография
Родился 10 сентября 1923 года на хуторе Зайцевка, ныне Красносулинского района Ростовской области, в семье рабочего. Русский.
С 10 лет жил в городе Красный Сулин, куда переехали родители. Учился в железнодорожной школе. В 1940 году окончил 7 классов, но учёбу продолжить не смог из-за смерти отца. Пошёл работать проходчиком на шахту № 50.
В мае 1942 года Красносулинским горвоенкоматом был призван в Красную Армию. Через два месяца уже участвовал в боях с немецко-фашистскими захватчиками, на фронте стал бронебойщиком. Защищал Сталинград, освобождал родные места.
Особо отличился при форсировании реки Днепр осенью 1943 года. Наводчик противотанкового ружья комсомолец рядовой Галатов в ночь на 24 сентября 1943 года в числе первых переправился через Днепр. В бою за с. Балыко-Щучинка (Кагарлыкский район Киевской области) в течение 5 суток отбивал атаки врага, поддержанные танками и штурмовыми орудиями. Подбил танк, 2 бронемашины противника, уничтожил несколько гитлеровцев.
Считается пропавшим без вести в июне 1944 года.
На Аллее Героев, г. Красный Сулин установлен его барельеф.
Одна из улиц г. Красный Сулин, носит его имя.

## Награды
- Указом Президиума Верховного Совета СССР от 23 октября 1943 года за мужество и отвагу, проявленные в боях по захвату и удержанию плацдарма на правом берегу Днепра, красноармейцу Галатову Александру Мироновичу присвоено звание Героя Советского Союза.
- Награждён орденом Ленина и медалью Золотая Звезда.

### Память
Именем Галатова названа улица улица в Красном Сулине.